# Giro del Lazio 1951
Il Giro del Lazio 1951, diciassettesima edizione della corsa, si svolse il 29 aprile 1951 su un percorso di 274,5 km. La vittoria fu appannaggio dell'italiano Fiorenzo Magni, che completò il percorso in 7h55'24", precedendo i connazionali Rinaldo Moresco e Giancarlo Astrua.
I corridori che tagliarono il traguardo furono 66.

## Ordine d'arrivo (Top 10)
| Pos. | Corridore          | Squadra         | Tempo    |
| ---- | ------------------ | --------------- | -------- |
| 1    | Fiorenzo Magni     | Ganna           | 7h55'24" |
| 2    | Rinaldo Moresco    | Wilier          | s.t.     |
| 3    | Giancarlo Astrua   | Atala           | s.t.     |
| 4    | Virgilio Salimbeni | Legnano         | a 1'54"  |
| 5    | Luciano Maggini    | Atala           | s.t.     |
| 6    | Giacomo Zampieri   | Ganna           | s.t.     |
| 7    | Serse Coppi        | Bianchi-Pirelli | a 2'44"  |
| 8    | Danilo Barozzi     | Atala           | s.t.     |
| 9    | Bruno Pontisso     | Arbos           | s.t.     |
| 10   | Giulio Bresci      | Bottecchia      | s.t.     |